# Marigny, Allier

Marigny este o comună în departamentul Allier din centrul Franței. În 1 ianuarie 2022 avea o populație de 200 de locuitori.